# Fernando Vargas Ruiz de Somocurcio
Fernando Vargas Ruiz de Somocurcio S.J. (Arequipa, 8 de marzo de 1918 - Lima, 8 de diciembre de 2003) fue un religioso jesuita peruano. Fue arzobispo metropolitano de Arequipa, de 1980 a 1996; anteriormente había sido arzobispo de Piura (1978-1980) y obispo de Huaraz (1972-1978).

## Biografía

### Primeros años y formación sacerdotal
Nació en Arequipa, siendo hijo de Alberto Vargas Carbajal y de Carmen Ruiz de Somocurcio. Hizo sus estudios escolares en el Colegio San José, del cual sería tiempo después rector. Ingresó a la Compañía de Jesús y fue ordenado sacerdote en 1949.

### Episcopado
En 1972 fue nombrado obispo de Huaraz, donde trabajó en la reconstrucción de la zona que fuera asolada por un violento terremoto ocurrido en 1970. El 18 de enero de 1978 fue nombrado arzobispo de Piura y Tumbes por el papa Pablo VI.
El 26 de septiembre de 1980, el papa Juan Pablo II le preconizó para el arzobispado de Arequipa, cargo que ocupó por quince años. Entre sus obras destacan la creación del Archivo Arzobispal y la organización del Primer Congreso de Historia Eclesiástica. Diseñó y publicó el primer plan pastoral de la arquidiócesis.
En 1980 permitió el regreso de los religiosos camilos quienes asumieron el servicio religioso en el Hospital Honorio Delgado y en la Parroquia Nuestra Señora del Pilar y tomaron a su cargo la dirección de la obra “La Posada”. En 1984 invitó al Sodalicio de Vida Cristiana (SCV) a trabajar en Arequipa.
En diciembre de 1983, con motivo de una larga sequía que afectaba a Arequipa, convenció a los pobladores de Polobaya, sede del santuario de la Virgen de la Candelaria de Chapi, de que permitieran el traslado temporal de su sagrada imagen a la ciudad blanca, con el fin de atraer su bendición.
En febrero de 1985, el papa Juan Pablo II visitó Arequipa como parte de su gira pastoral por el Perú, ocasión en la que coronó a la imagen de la Virgen de Chapi y elevó a los altares como beata a la arequipeña Sor Ana de los Ángeles Monteagudo.
El 21 de abril de 1986, a pedido del canónigo José Francisco Peña y el presbítero Nicolás Factor Herrera Herrera, y por medio de un decreto arzobispal, declaró canónicamente a la jurisdicción eclesiástica del nuevo Santuario de Chapi como Santuario Arquidiocesano de Nuestra Señora de la Candelaria de Chapi.
En 1996 el papa Juan Pablo II aceptó su renuncia por límite de edad, siendo sucedido por monseñor Luis Sánchez Moreno Lira.

### Fallecimiento
En el 2000 fue nombrado vicepresidente del Consejo por la Paz. En el 2002 fue mediador entre el gobierno y la población arequipeña en el conflicto por la privatización de la empresa Egasa.
En sus últimos años residió en la Parroquia Nuestra Señora de Fátima de Miraflores, lugar donde falleció víctima de un infarto cardíaco en la mañana del 8 de diciembre de 2003. Sus restos fueron trasladados a la ciudad de Arequipa, donde recibió la despedida de los fieles, de las autoridades políticas encabezadas por el alcalde Juan Manuel Guillén en misa oficiada por los obispos Luis Bambarén y Salvador Piñeiro, para luego ser depositados en la sacristía de la Basílica Catedral de Arequipa.

## Premios y reconocimientos
- Medalla de Oro de Santo Toribio de Mogrovejo (2002)
- Arzobispo emérito de Arequipa
- Medalla del Centenario del Colegio San José de Arequipa (1998)